# Kamatari Fujiwara
Kamatari Fujiwara (藤原釜足 Fujiwara Kamatari?, n. 15 ianuarie 1905, Fukagawa-ku⁠(d), prefectura Tokyo⁠(d), Japonia – d. 21 decembrie 1985, Tokyo⁠(d), Tōkyō, Japonia), numit uneori Keita Fujiwara, a fost un actor japonez, cunoscut pentru colaborarea cu cineastul Akira Kurosawa. A apărut în aproape 240 de filme între 1933 și 1984.

## Biografie
Fujiwara s-a născut la Tokyo, la 15 ianuarie 1905. Părinții lui aveau o mică întreprindere tipografică, dar afacerea nu a mers bine, așa că la 10 ani micul Kamatari a început să lucreze la o cofetărie locală. La vârsta de 14 ani a început să vândă cherestea pentru construcții în prefectura Shizuoka. Un an mai târziu s-a întors la Tokyo pentru a urma studii de farmacist.
Opera Asakusa fusese inaugurată în 1916 și devenise în anii 1920 foarte populară, începând să facă parte din cultura de masă a vremii. Inspirat de succesul ei, Fujiwara s-a înscris la școala de actorie și arte marțiale Takinogawa, iar, după absolvire, l-a abordat pe actorul Kuroki Kenzo pentru a-l ruga să-l învețe personal meseria de actor. Inițial a apărut pe scenă pe post de corist, dar, dându-și seama că era scund și nu foarte atrăgător și că era puțin probabil să primească un rol principal în piesele de teatru, a decis să-și diversifice abilitățile artistice și a început să studieze vioara la Școala de Muzică Toyo.
După Cutremurul din câmpia Kantō din 1923, Opera Asakusa a început să-și piardă popularitatea, iar Fujiwara a lucrat ca violonist în cinematografe, unde mica sa înălțime și neatractivitatea nu erau o problemă. În ciuda aspectului său, s-a căsătorit cu o femeie necunoscută de la țară, cu care a avut un fiu; cu toate acestea, soția lui a murit după naștere.
În acest moment, un vechi prieten, actorul și comicul Kenichi Enomoto, i-a cerut să se alăture Follies Casino, un complex imens de teatre, săli de muzică și cinematografe din cartierul Asakusa, centrul vechiului Edo, care atrăgeau un număr mare de oameni. El avea un rol comic pentru care se folosea de abilitățile fizice și de mișcările de karate pe care le învățase. În 1933 a demisionat de la Casino Follies și a devenit actor de film.
Primul său film, Ongaku Kigeki - Horoyui Jinsei, era o comedie despre bucuriile consumului de bere și a fost lansat în 1933. Acest film a fost prima producție a studioului Toho Co., Ltd., care va deveni cel mai mare și mai bogat studio din așa-numita „Epocă de Aur” a cinematografiei japoneze din anii 1950 și începutul anilor 1960. Majoritatea filmelor în care a apărut în următorii 40 de ani au fost realizate de compania Toho. În perioada Războiului din Pacific a apărut pe genericele filmelor sub numele Keita Fujiwara.
În 1936 Fujiwara s-a căsătorit cu colega sa, actrița populară Sadako Sawamura, pe care a cunoscut-o în timp ce s-au aflat împreună pe platoul de filmare. Deși au jucat în numeroase filme ala studiourilor Toho, ei au jucat împreună în doar două filme: Toyuki, o coproducție chinezo-japoneză realizată în 1940, și Uma, realizată în 1941. Nu au avut copii și au divorțat în 1946. Fujiwara nu s-a mai recăsătorit.
Kamatari Fujiwara este cunoscut în principal pentru colaborarea îndelungată cu Akira Kurosawa, la fel ca Toshiro Mifune. A început să colaboreze cu Kurosawa în 1941, când cineastul era doar un regizor asistent, și începând cu Ikiru (1951) a fost distribuit în numeroase filme ale lui Kurosawa, mai mult decât Toshiro Mifune și Takashi Shimura. De la Ikiru (1952) și până la Kagemusha (1980) a apărut în toate filmele lui Kurosawa, cu excepția filmelor Tronul însângerat și Vânătorul din taiga (1975). A jucat atât roluri comice, cât și roluri dramatice. S-a făcut remarcat în filmele Ikiru (1952), Cei șapte samurai (1954) - unde l-a interpretat pe țăranul Manzo, care-și deghizează fiica în băiat -, Azilul de noapte (1957) - în rolul unui fost actor, cu o carieră distrusă de alcoolism -, Yojimbo (1961) - în rolul unui negustor de mătase - și Sanjuro (1961) - în rolul unui conspirator de origine nobilă.
Activitatea sa din filmele lui Kurosawa l-a adus în atenția altor regizori, precum Nagisa Oshima și Masahiro Shinoda, care l-au distribuit în filmele lor. A apărut în aproape toate genurile de filme făcute de compania Toho: thrilleruri, drame istorice, comedii romantice etc. Regizorul Arthur Penn i-a oferit ocazia să joace în Statele Unite ale Americii, în rolul mut al artistului din filmul Mickey One (1965). Eșecul filmului l-a făcut să se întoarcă în Japonia.
Fujiwara s-a retras din cariera de actor la sfârșitul anilor 1970, deși a continuat să apară ocazionale la televiziune. Ultimul său rol în film a fost o apariție scurtă, dar memorabilă, în The Funeral (お葬式, 1984) al lui Juzo Itami. A murit în 1985, la vârsta de 80 de ani, într-un spital din Tokyo, după ce a suferit un atac de cord. Vechea movilă Abuyama din Osaka servește ca loc al îngropării sale.

## Filmografie selectivă

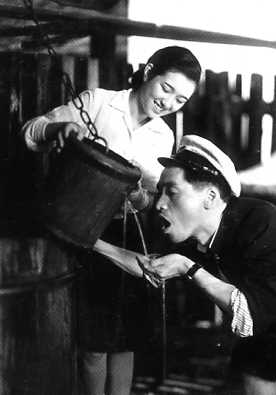
Hideko Takamine și Kamatari Fujiwara în Hideko no shasho-san (1941)

- 1933: Ongaku kigeki horoyoi jinsei (ほろよひ人生?) (Intoxicated Life) de Sotoji Kimura
- 1935: Trois sœurs au cœur pur (乙女ごころ三人姉妹 Otome-gokoro sannin shimai?), regizat de Mikio Naruse - bețivul Yopparai
- 1935: Le Protégé (坊つちゃん Botchan?), regizat de Kajirō Yamamoto - Uranari
- 1935: L'Actrice et le poète (女優と詩人 Joyu to shijin?), regizat de Mikio Naruse - Baidō Nose
- 1935: La Fille aux violettes (すみれ娘 Sumire musume?), regizat de Kajirō Yamamoto
- 1935: Ma femme, sois comme une rose (妻よ薔薇のやうに Tsuma yo bara no yo ni?), regizat de Mikio Naruse - Shingo, fratele lui Etsuko
- 1935: Cinq types au cirque (サーカス五人組 Sakasu gonin-gumi?), regizat de Mikio Naruse - Tadakichi
- 1935: La Fille dont on parle (噂の娘 Uwasa no musume?), regizat de Mikio Naruse
- 1936: Je suis un chat (吾輩は猫である Wagahai wa neko de aru?), regizat de Kajirō Yamamoto
- 1936: Tochuken Kumoemon (桃中軒雲右衛門 Kumoemon Tōchūken?), regizat de Mikio Naruse - Shōgetsu
- 1936: Le Chemin parcouru ensemble (君と行く路 Kimi to yuku michi?), regizat de Mikio Naruse
- 1938: L'Amour de Tojuro (藤十郎の恋 Tōjurō no koi?), regizat de Kajirō Yamamoto[16]
- 1938: Tsuruhachi et Tsurujiro (鶴八鶴次郎 Tsuruhachi Tsurujiro?), regizat de Mikio Naruse - Sahei
- 1939: Roppa no Ōkubo Hikozaemon (ロッパの大久保彦左衛門?), regizat de Torajirō Saitō - Tasuke Isshin
- 1939: La Ruelle insouciante (のんき横丁 Nonki Yokocho?), regizat de Kajirō Yamamoto
- 1940: Avec mon père le zéphyr (そよ風父と共に Soyokaze chichi to tomoni?), regizat de Satsuo Yamamoto
- 1940: Acteurs ambulants (旅役者 Tabi yakusha?), regizat de Mikio Naruse - Hyōroku Ichikawa
- 1941: Cheval (馬 Uma?), regizat de Kajirō Yamamoto și Akira Kurosawa - Jinjiro Onoda, tatăl lui Ine[2]
- 1941: Hideko, receveuse d'autobus (秀子の車掌さん Hideko no shasho-sanHideko, receveuse d'autobus?) de Mikio Naruse - șoferul Sonoda
- 1942: Ma mère ne mourra jamais (母は死なず Haha wa shinazuMa mère ne mourra jamais?) de Mikio Naruse - Uemura
- 1944: Les Contrebandiers internationaux (国際密輸団 Kokusai mitsuyu-dan?), regizat de Daisuke Itō - Saburōbei Ban
- 1945: Les Yakuzas dans la région de Tokai (東海水滸伝 Tôkai suikoden?), regizat de Daisuke Itō și Hiroshi Inagaki - Edokko
- 1947: Festin de printemps (春の饗宴 Haru no kyōen?), regizat de Kajirō Yamamoto - Kanda
- 1948: Le Portrait (肖像 Shōzō?), regizat de Keisuke Kinoshita - Tamai[17]
- 1950: Tohu-bohu (てんやわんや Tenya wanya?), regizat de Minoru Shibuya
- 1950: Rapport sur la conduite du professeur Ishinaka (石中先生行状記 Ishinaka sensei gyojoki?), regizat de Mikio Naruse[18]
- 1950: Ville de violence (ペン偽らず　暴力の街 Pen itsuwarazu, bōryoku no machi?), regizat de Satsuo Yamamoto
- 1950: Les Quatre saisons de la femme (女の四季 Onna no shiki?), regizat de Shirō Toyoda
- 1950: Les Sœurs Munakata (宗方姉妹 Munekata kyoudai?), regizat de Yasujirō Ozu
- 1951: L'École de la liberté (自由学校 Jiyū gakkō?), regizat de Kōzaburō Yoshimura - Ji-san
- 1951: L'Enchanteresse (牝犬 Mesu inu?), regizat de Keigo Kimura - Matsuda
- 1952: Vivre (生きる Ikiru?), regizat de Akira Kurosawa - Ono, șeful subsecției[19]
- 1952: Okuni et Gohei (お国と五平 Okuni to Gohei?), regizat de Mikio Naruse - medicul
- 1953: Un couple (夫婦 Fūfu?), regizat de Mikio Naruse - Naokichi, tatăl lui Kikuko
- 1954: Cei șapte samurai (七人の侍 Shichinin no samurai?), regizat de Akira Kurosawa - țăranul Manzo[20]
- 1954: Une auberge à Osaka (大阪の宿 Osaka no yado?), regizat de Heinosuke Gosho - croitorul bolnav
- 1955: Vivre dans la peur (生きものの記録 Ikimono no kiroku?), regizat de Akira Kurosawa - Okamoto[21]
- 1957: Crépuscule à Tokyo (東京暮色 Tōkyō boshoku?), regizat de Yasujirō Ozu - vânzător de tăiței
- 1957: Azilul de noapte (どん底 Donzoko?), regizat de Akira Kurosawa - fostul actor[22]
- 1958: La Forteresse cachée (隠し砦の三悪人 Kakushi toride no san-akunin?), regizat de Akira Kurosawa - Matashichi[23]
- 1960: L’Enterrement du soleil (太陽の墓場 Taiyo no hakaba?), regizat de Nagisa Ōshima - Batasuke
- 1960: Les salauds dorment en paix (悪い奴ほどよく眠る Warui yatsu hodo yoku nemuru?), regizat de Akira Kurosawa - Wada[24]
- 1960: À l'approche de l'automne (秋立ちぬ Aki tachinu?), regizat de Mikio Naruse - Tsunekichi Yamada
- 1961: Le Garde du corps (用心棒 Yojimbo?), regizat de Akira Kurosawa - Tazaemon, negustorul de mătase și primarul satului[25]
- 1962: Sanjuro (椿三十郎 Tsubaki Sanjūrō?), regizat de Akira Kurosawa - nobilul Takebayashi[26]
- 1963: Entre le ciel et l'enfer (天国と地獄 Tengoku to jigoku?), regizat de Akira Kurosawa[27]
- 1963: L'Histoire de la femme (女の歴史 Onna no rekishi?), regizat de Mikio Naruse - Kenkichi Masuda
- 1964: Les Trois Samouraïs hors-la-loi (三匹の侍 Sanbiki No Samurai?), regizat de Hideo Gosha - Jinbei
- 1965: Barbă Roșie (赤ひげ Akahige?), regizat de Akira Kurosawa - muribundul Rokusuke[28]
- 1965: Mickey One, regizat de Arthur Penn - artistul
- 1966: Le Sabre du mal (大菩薩峠 Dai-bosatsu tōge?), regizat de Kihachi Okamoto - bunicul lui Omatsu[29]
- 1967: La Rivière de larmes (なみだ川 Namida gawa?), regizat de Kenji Misumi
- 1969: Double suicide à Amijima (心中天網島 Shinjū: Ten no amijima?), regizat de Masahiro Shinoda - Denbei
- 1970: Dodeskaden (どですかでん Dodesukaden?), regizat de Akira Kurosawa - un bătrân care vrea să moară[30]
- 1971: La Bataille d'Okinawa (激動の昭和史 沖縄決戦 Gekido no showashi: Okinawa kessen?), regizat de Kihachi Okamoto
- 1980: Kagemusha (影武者 Kagemusha?), regizat de Akira Kurosawa - medicul lui Takeda Shingen[31]
- 1981: Sailor Suit and Machine Gun (セーラー服と機関銃 Sērā-fuku to kikanjū?), regizat de Shinji Sōmai - Ryuji Hoshi

## Legături externe
- Kamatari Fujiwara la Internet Movie Database